# Fanny Geefs

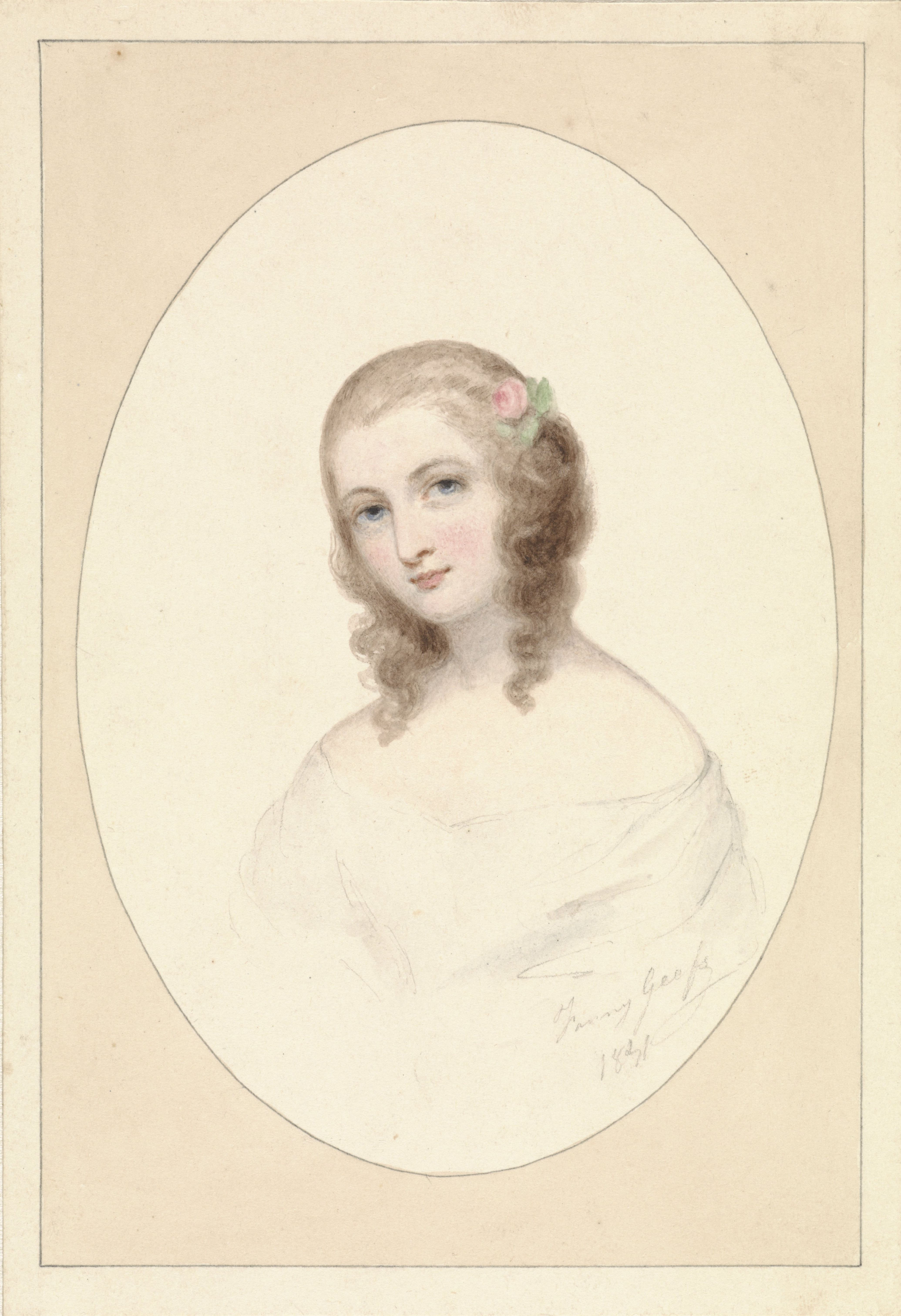
Selbstporträt von Fanny Geefs (1841)

Isabelle Marie Françoise (Fanny) Geefs-Corr (* 2. Mai 1807 in Brüssel; † 23. Januar 1883 in Schaerbeek) war eine belgische Malerin.

## Leben

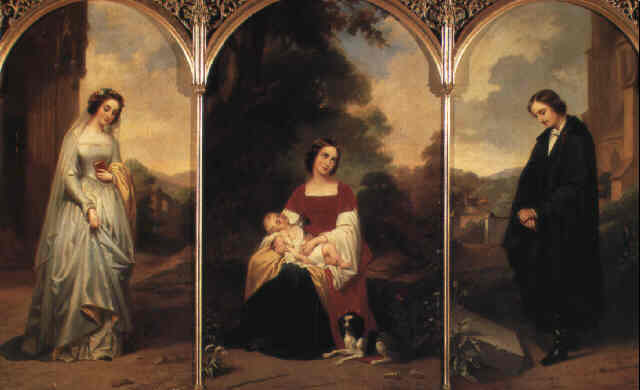
Das Leben einer Frau: Mitleid – Liebe – Trauer von Fanny Geefs

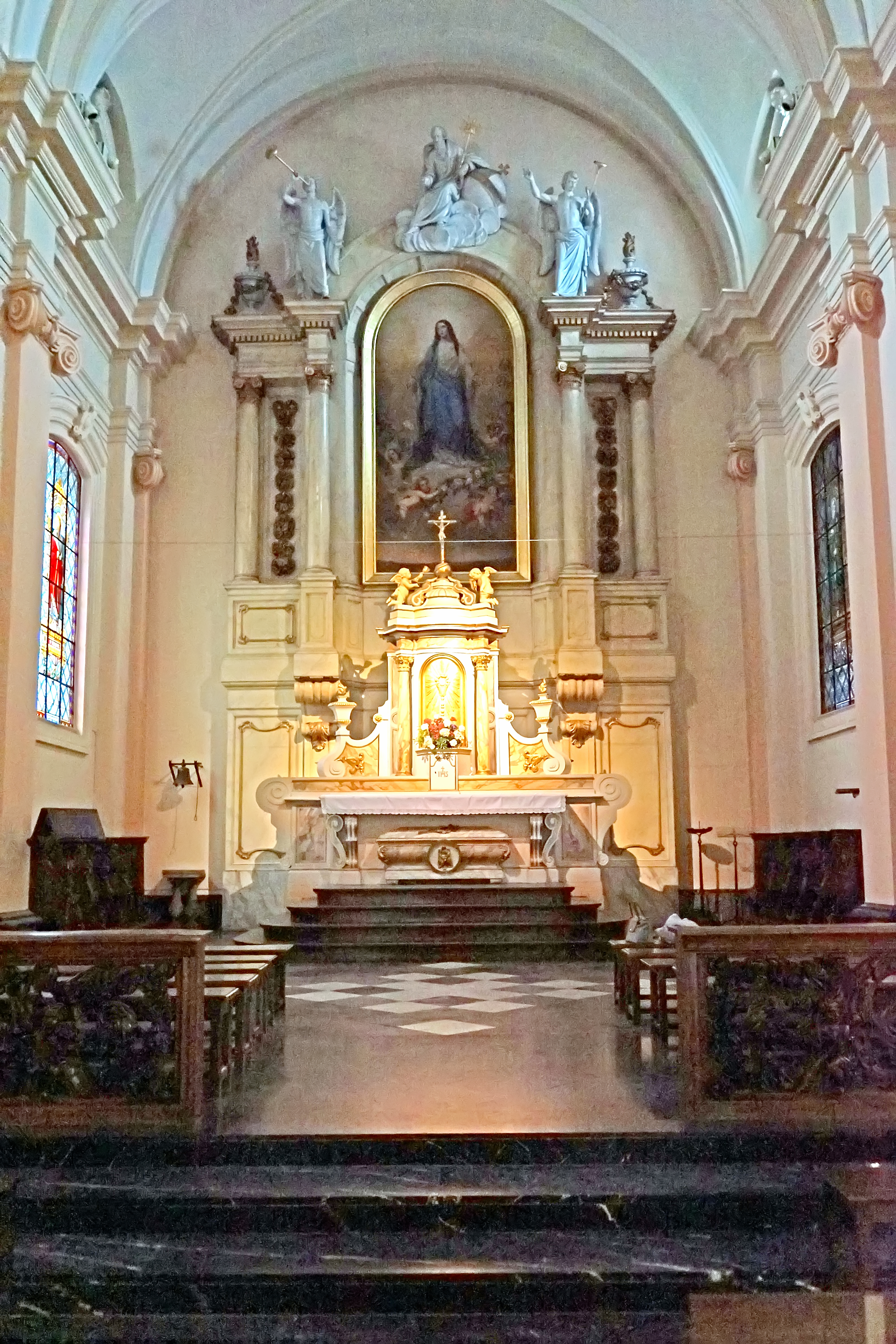
Mariä Aufnahme in den Himmel in der Kirche St. Joseph

Fanny Geefs war eine Tochter von Mathieu Corr (1776–1853) und Monique Landy. Ihre Eltern kamen aus Irland und hatten sich 1802 in Brüssel niedergelassen, wo sie ein Luxusschuhgeschäft für „maßgeschneiderte Stiefel“ eröffneten. Fanny Geefs heiratete 1836 den Bildhauer Guillaume (Wilhelm) Geefs (10. September 1805–19. Januar 1883), einen Bruder von Joseph Geefs. Die Ehe mit Guillaume Geefs blieb kinderlos.
Fanny Geefs war eine Schülerin von François-Joseph Navez. Zu ihren Werken gehören mehrere Porträts, darunter einige von der ersten Königin der Belgier Louise de Orléans.
Bekannt ist auch das Bild (von ca. 1846) der Familie des Grafen Ferdinand de Meeûs und der Gräfin mit ihren elf Kindern, das die Familie vor ihrer ersten Burg Château d’Argenteuil in Ohain in der Gemeinde Lasne in der französischsprachigen Provinz Wallonisch-Brabant zeigt. Die Burg brannte am 10. Januar 1847 vollständig ab. Das Bild ist – neben einem Gemälde, das den Brand darstellt – die einzige Quelle über das intakte Äußere des Anwesens. Das Familienporträt ist mit Fi Geefs signiert.
Von der Statue, die ihr Mann Guillaume Geefs von Leopold I. von Belgien für die Kongress-Säule schuf, fertigte sie eine Zeichnung an, nach der ihr Bruder Erin Corr einen Druck machte.
Neben der Porträtmalerei malte sie auch religiöse und historische Szenen. Das Bild „Die Mutter Gottes erscheint den Unterdrückten“ hängt in der Kirche der Heiligen Familie in Schaerbeek.
Ihr Triptychon „Das Leben einer Frau: Mitleid – Liebe – Trauer“ hat Charlotte Brontë beeinflusst, insbesondere ihren autobiographischen Roman Villette, der in Brüssel spielt.
Geefs stellte u. a. im Pariser Salon aus. Ihre Arbeiten wurden mehrfach ausgezeichnet. 1845 wurde sie Ehrenmitglied der Königlichen Akademie der Schönen Künste in Brüssel. Der niederländische Dichter Johannes Immerzeel Jr. schreibt über sie: (sie) „nimmt unbestreitbar den ersten Platz unter den Künstlern ihrer Zeit ein.“
Für die Kirche St. Joseph in Waterloo schuf sie 1860 für den Hochaltar ein Gemälde, das die Himmelfahrt der Jungfrau Maria darstellt; es ist angelehnt an ein Bild von Bartolomé Esteban Murillo.
Fanny Geefs hatte mehrere Geschwister. Ihr Bruder Michel Corr (geboren 1801; auch: Michael Corr van der Maeren oder Michel Corr-Vandermaeren) war einer der Investoren, die den Aufbau der Zeche Shamrock in Herne im Gründungsjahr 1856 durch William Thomas Mulvany mit finanzierten. Ihre Schwester Mathilde Corr (1814–1876) war ebenfalls Künstlerin und Malerin, heiratete den französischen Schriftsteller Pierre Lagache und war in Paris eine Schülerin von Camille Roqueplan (1802 (oder 1803)-1855).
Fanny Geefs starb im Alter von 75 Jahren, vier Tage nach ihrem Ehemann.
Nach ihrem Tod erwarb die Königliche Bibliothek Belgiens einen Großteil ihrer Werke darunter ihre Skizzenbücher mit etwa fünfhundert Skizzen.